# Yawara-ge
Pour les articles homonymes, voir Yawara (homonymie).
Le Yawara-ge est un ensemble de techniques de combat élaboré par les Bushi (guerriers) au Japon, dès l'époque de Kamakura (1185-1333). Le terme yawara-ge apparaît au XVe siècle, mais il est souvent confondu avec Yawara.
Cette discipline a été conçue pour qu'un guerrier désarmé puisse se défendre face à un adversaire armé. 